# Maclura fruticosa
Maclura fruticosa là một loài thực vật có hoa trong họ Moraceae. Loài này được (Roxb.) Corner mô tả khoa học đầu tiên năm 1962.